# United Nations Office on Drugs and Crime
United Nations Office on Drugs and Crime (UNODC; dan. "Forenede Nationers agentur for narkotika og kriminalitet") er et agentur i FN der blev grundlagt i 1997 som Office for Drug Control and Crime Prevention (Agentur for narkotikabekæmpelse og kriminalitetforebyggelse) ved at sammenlægge United Nations International Drug Control Programme (UNDCP) og Crime Prevention and Criminal Justice Division i FNs Wienkontor..
UNODC blev etableret for at bistå FN i bedre at kunne reagere med en koordineret, omfattende indsats over for illegal handel og transport og misbrug af narkotika samt kriminalitetsforebyggelse og retsforfølgelse, international terrorisme og korruption. Disse mål forfølges ved forskning, vejledning og hjælp til regeringer i implementeringen af forskellige kriminalitet-, narkotika-, terrorisme-, og korruptionsrelaterede konventioner, traktater og protokoller, såvel som faglig og finansiel bistand til regeringer til deres indsatser inden for disse områder.
Agenturet har hovedkontor i Wien og et underkontor i New York. Der er omkring 500 ansatte på verdensplan der er ledet en eksekutivdirektør udpeget af FNs generalsekretær.